# Levison Wood

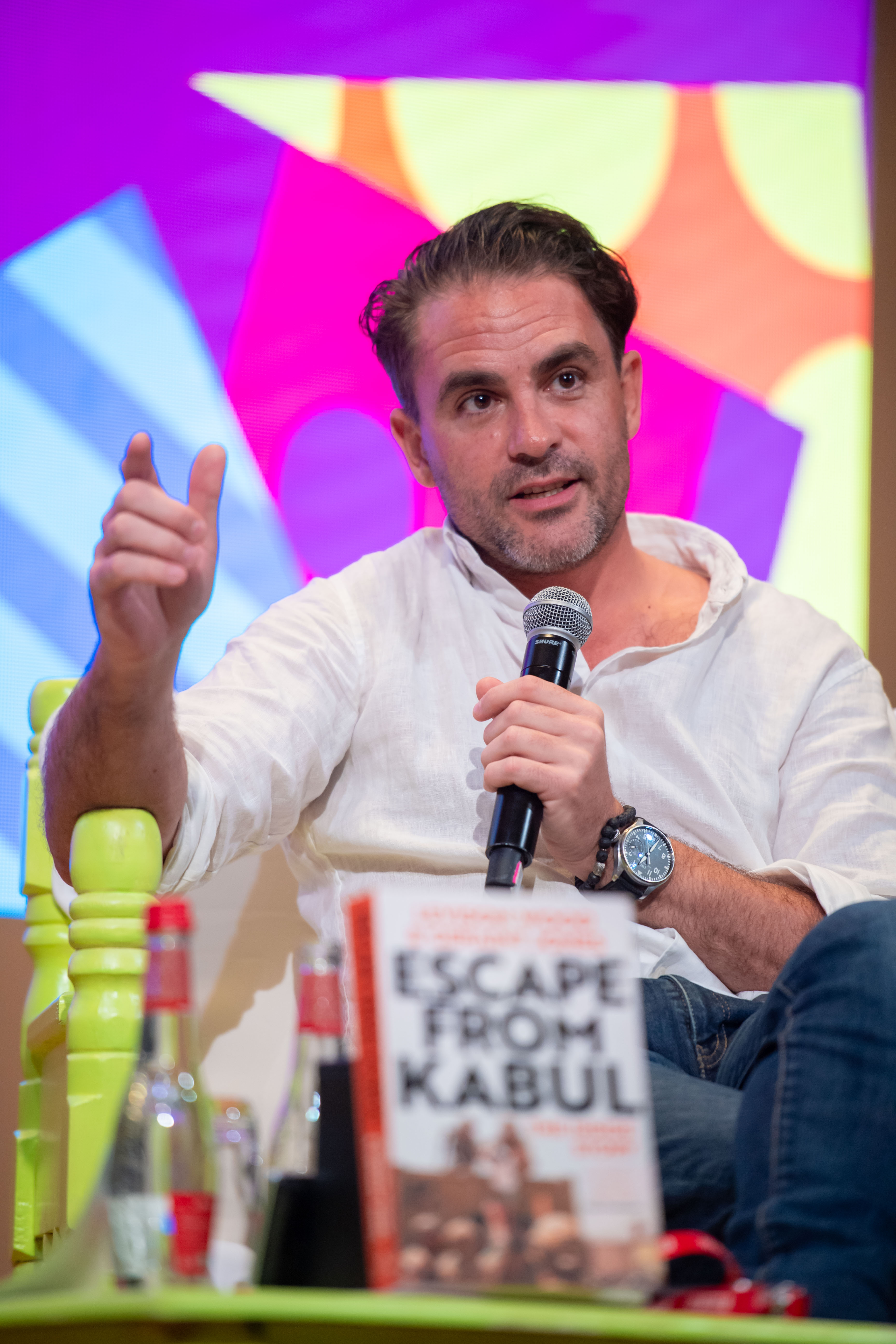
Levison Wood, 2024

Levison Wood (* 5. Mai 1982 in Staffordshire) ist ein britischer Forscher und Schriftsteller. Studiert hat er an der Universität von Nottingham. Militärisch ausgebildet wurde er an der Königlichen Militärakademie Sandhurst. In der Britischen Armee war er in Afghanistan im Parachute Regiment eingesetzt.
Er hat 80 Länder besucht. Von Dezember 2013 bis zum 30. August 2014 wanderte er von der Quelle des Weißen Nils bis zum Mittelmeer bei Rosetta in Ägypten. Im Jahr 2015 wanderte er im Himalaya von Afghanistan im Westen nach Bhutan im Osten. 2016 wanderte er 1800 Meilen von Mexiko nach Kolumbien.

## Bücher
- Walking the Nile. ISBN 978-1-4711-3565-1
- Walking the Himalayas. ISBN 978-1-4736-2626-3
- Walking the Americas. ISBN 978-1-4736-5406-8

## Filme
- Walking the Nile in 4 Teilen im Fernsehprogramm des Channel 4
- Die deutschsprachige Version erschien unter dem Titel "Expedition Nil – Fußmarsch der Extreme" sowie seine Himalaya-Expedition in 5 Teilen unter dem Titel "Levingston Wood – Mein Traum vom Himalaya".

Beide waren zuletzt bei Servus TV zu sehen.